# Denjoy–Koksmas olikhet
Inom matematiken är Denjoy–Koksmas olikhet, introducerad av Herman (1979, p.73) som en kombination av arbete av Arnaud Denjoy och Koksma–Hlawkas olikhet av Jurjen Ferdinand Koksma, en begränsning för Weylsummor {\displaystyle \sum _{k=0}^{m-1}f(x+k\omega )} av funktioner f av begränsad variation.

## Olikheten
Anta att en avbildning f från cirkeln T till sig själv har irrationellt rotationstal α och att p/q är en rationell approximation av α med p och q relativt prima, |α – p/q| < 1/q2. Anta att φ är en funktion av begränsad variation och att μ är en sannolikhetsmått på cirkeln invariant under f. Då är
{\displaystyle \left|\sum _{i=0}^{q-1}\phi f^{i}(x)-q\int _{T}\phi \,d\mu \right|<\operatorname {Var} (\phi ).}
(Herman 1979, p.73)